# Gongylosoma
Gongylosoma es un género de serpientes de la familia Colubridae. Sus especies se distribuyen por el Sudeste Asiático.

## Especies
Se reconocen las siguientes:
- Gongylosoma baliodeirus Boie, 1827
- Gongylosoma longicauda (Peters, 1871)
- Gongylosoma mukutense Grismer, Das & Leong, 2003
- Gongylosoma nicobariensis (Stoliczka, 1870)
- Gongylosoma scripta (Theobald, 1868)